# Nnamdi Azikiwe
Benjamin Nnamdi Azikiwe (Zungeru, 16 november 1904 – Enugu, 11 mei 1996) was president van Nigeria van 1963 tot 1966.
Azikiwe behoorde tot het Ibo-volk. Zijn vader werkte aanvankelijk voor de Britse koloniale overheid, maar werd om racistische gronden ontslagen. Azikiwe ontving onderwijs aan katholieke en Anglicaanse missiescholen en studeerde aan diverse Amerikaanse universiteiten en behaalde graden in de antropologie, politicologie en de journalistiek. Na zijn terugkeer in Afrika was hij van 1934 tot 1937 hoofdredacteur van een krant in Goudkust (Ghana). In 1937 richtte hij in Lagos (nu Abuja) de toonaangevende krant West African Pilot op, waarvan hij jaren hoofdredacteur was.
Azikiwe richtte in 1944 samen met Herbert Macaulay e.a. de National Council of Nigeria and the Cameroons (NCNC) op, een samenwerkingsverband van nationalistische groepen, arbeidersbewegingen en culturele groepen. In 1952 werd Azikiwe premier van Nigeria. Twee jaar later werd Azikiwe premier van de deelstaat Oost-Nigeria. Oost-Nigeria is de deelstaat waar de meeste Ibo's wonen. Als Oost-Nigeriaans premier was hij vaak in conflict met andere regionale premiers, met name over etnische conflicten.
Na de onafhankelijkheid van de Federatie van Nigeria (1960) werd Azikiwe gouverneur-generaal van Nigeria en in 1963 president van de republiek Nigeria. Hij raakte in conflict met minister-president Abubakar Tafawa Balewa. Dit conflict escaleerde in 1964, toen hij Balewa van verkiezingsfraude beschuldigde.
In januari 1966 pleegden militairen een staatsgreep en zetten president Azikiwe af. Premier Balewa kwam om het leven.
Na de coup van 1966 was Azikiwe diplomaat voor de Republiek Biafra. Later ging hij in ballingschap in Groot-Brittannië. In 1972 keerde hij naar Nigeria terug en werd voorzitter van de Nigeria's People's Party (NPP). Tijdens de presidentsverkiezingen van 1979 werd hij verslagen door Alhaji Shehu Shagari van de National Party of Nigeria (NPN). Tot zijn overlijden in 1996 bleef Azikiwe voorzitter van de NPP.
- Gemeinsame Normdatei: 120008270
- International Standard Name Identifier: 0000 0000 8210 8154
- Library of Congress Control Number: n50029827
- Nationale Bibliotheek van Israël: 987007381580705171
- Nederlandse Thesaurus van Auteursnamen: 070244790
- SNAC: w6ks732t
- Virtual International Authority File: 27891207
- WorldCat: E39PBJw4DV7V9gc9MM4Tj8WkXd